# Етно удружење „Завичај”
Етно удружење „Завичај” је непрофитно удружење грађана, основано 2005. године у селу Злакуса, насељеног места на територији града Ужица, у Западној Србији. Удружење је основано са циљем неговања културе, традиције, обичаја, старих заната, музике, фоклора, преношење сазнања из тих области на младе генерације, њихово сценско извођење, развој села кроз поспешај развоја руралног туризма, заштите животне средине.

## Рад Удружења
Седиште Етно удружења „Завичај” је у Етно парку „Терзића авлија”, броји преко 200 чланова који раде у неколико Сектора:
- Сектор фолклора за децу (дечији и омладински фоклорни ансамбал, дечија женска и мушка певачка група, дечији народни оркестар, дечија фрулашка група, вокални солисти, школе фолклора)
- Сектор фолклора за одрасле (изворна фоклорна група ветерана, женска и мушка певачка група, трубачки оркестар)
- Сектор за старе занате (грнчарска секција, ткачка секција, израда ношње)[1]
- Сектор за екологију (планинарска и еко секција)
- Сектор за књижевности и уметност (сликари, књижевници)
- Сектор за рурални туризам (категорисана сеоска туристичка домаћинства)

## Организација манифестација
Етно удружење Завичај је организатор следећих манифестација:
- Сабора „Злакуса у песми и игри”,
- Ускршњег концерта,
- Српског прела,
- Међународног ЕКО кампа,
- Јесен у Злакуси, као један од организатора манифестације, као и бројних других културних дешавања у Злакуси, Ужицу и златиборском округу.